# Bahnstrecke Loudun–Châtellerault
| Bahnhofsgebäude von Lencloître um 1900 |                      |                                                          |                                                       |
| Streckennummer (SNCF): | 573 000              |                                                          |                                                       |
| Kursbuchstrecke: | 104                  |                                                          |                                                       |
| Streckenlänge: | 51,2 km              |                                                          |                                                       |
| Spurweite: | 1435 mm (Normalspur) |                                                          |                                                       |
| Maximale Neigung: | 10 ‰                 |                                                          |                                                       |
| |                      |                                                          |                                                       |
| \| \| \| Bahnstrecke Les Sables-d’Olonne–Tours v. Sables-d’Olonne \| \| \| \| \| Bahnstrecke Loudun–Angers-Maître-École von Angers \| \| \| \| 177,8 0,0 \| Loudun \| 88 m \| \| \| ~1,3 \| D 759 (ehem. N 759) \| D 759 (ehem. N 759) \| \| \| ~1,7 \| Bahnstrecke Les Sables-d’Olonne–Tours nach Tours \| Bahnstrecke Les Sables-d’Olonne–Tours nach Tours \| \| \| ~3,8 \| D 61 \| D 61 \| \| \| 6,9 \| La Bourdigalière \| La Bourdigalière \| \| \| 9,7 \| Le Bouchet \| Le Bouchet \| \| \| \| Streckenende \| \| \| \| 17,0 \| Monts-sur-Guesnes \| Monts-sur-Guesnes \| \| \| 21,9 \| Berthegon \| Berthegon \| \| \| 26,1 \| Savigny-sous-Faye \| Savigny-sous-Faye \| \| \| 29,6 \| Cernay-Doussay \| Cernay-Doussay \| \| \| ~31,7 \| D 757 (ehem. N 757) \| D 757 (ehem. N 757) \| \| \| \| VFEP von Lusignan ü. Lavausseau (1921–1934) \| \| \| \| 32,1 \| Lencloître \| Lencloître \| \| \| 35,1 \| Saint-Genest-d’Ambière \| Saint-Genest-d’Ambière \| \| \| ~36,5 \| LGV Sud Europe Atlantique \| LGV Sud Europe Atlantique \| \| \| 38,9 \| Scorbé-Clairvaux \| Scorbé-Clairvaux \| \| \| 47,8 \| Châtellerault-Châteauneuf \| Châtellerault-Châteauneuf \| \| \| \| Ende Endwidmung \| \| \| \| \| Gleisanschluss Waffenfabrik \| \| \| \| ~47,4 \| D 725 (ehem. N 725) \| D 725 (ehem. N 725) \| \| \| ~48,2 \| D 749 (ehem. N 749) \| D 749 (ehem. N 749) \| \| \| ~49,2 \| Vienne (120 m) \| Vienne (120 m) \| \| \| ~49,5 \| D 910 (ehem. N 10) \| D 910 (ehem. N 10) \| \| \| 49,9 302,2 \| Bahnstrecke Paris–Bordeaux von Paris \| Bahnstrecke Paris–Bordeaux von Paris \| \| \| 303,5 \| Châtellerault \| 60 m \| \| \| 304,9 \| Bahnstrecke Châtellerault–Launay nach Launay \| Bahnstrecke Châtellerault–Launay nach Launay \| \| \| \| Bahnstrecke Châtellerault–Bouresse (VFEP n. Bouresse) \| \| \| \| \| Bahnstrecke Paris–Bordeaux nach Bordeaux \| \| |                      |                                                          |                                                       |
| |                      | Bahnstrecke Les Sables-d’Olonne–Tours v. Sables-d’Olonne |                                                       |
| Abzweig geradeaus und ehemals von links |                      | Bahnstrecke Loudun–Angers-Maître-École von Angers        | Bahnstrecke Loudun–Angers-Maître-École von Angers     |
| ehemaliger Bahnhof | 177,8 0,0            | Loudun                                                   | 88 m                                                  |
| Bahnübergang | ~1,3                 | D 759 (ehem. N 759)                                      | D 759 (ehem. N 759)                                   |
| Abzweig geradeaus und nach links | ~1,7                 | Bahnstrecke Les Sables-d’Olonne–Tours nach Tours         | Bahnstrecke Les Sables-d’Olonne–Tours nach Tours      |
| Bahnübergang | ~3,8                 | D 61                                                     | D 61                                                  |
| ehemaliger Haltepunkt / Haltestelle | 6,9                  | La Bourdigalière                                         | La Bourdigalière                                      |
| ehemaliger Bahnhof | 9,7                  | Le Bouchet                                               | Le Bouchet                                            |
| |                      | Streckenende                                             |                                                       |
| Bahnhof (Strecke außer Betrieb) | 17,0                 | Monts-sur-Guesnes                                        | Monts-sur-Guesnes                                     |
| Bahnhof (Strecke außer Betrieb) | 21,9                 | Berthegon                                                | Berthegon                                             |
| Bahnhof (Strecke außer Betrieb) | 26,1                 | Savigny-sous-Faye                                        | Savigny-sous-Faye                                     |
| Haltepunkt / Haltestelle (Strecke außer Betrieb) | 29,6                 | Cernay-Doussay                                           | Cernay-Doussay                                        |
| Bahnübergang (Strecke außer Betrieb) | ~31,7                | D 757 (ehem. N 757)                                      | D 757 (ehem. N 757)                                   |
| U-Bahn-Strecke von rechts (außer Betrieb) · Strecke |                      | VFEP von Lusignan ü. Lavausseau (1921–1934)              | VFEP von Lusignan ü. Lavausseau (1921–1934)           |
| U-Bahn-Kopfbahnhof Streckenende · Bahnhof (Strecke außer Betrieb) | 32,1                 | Lencloître                                               | Lencloître                                            |
| Bahnhof (Strecke außer Betrieb) | 35,1                 | Saint-Genest-d’Ambière                                   | Saint-Genest-d’Ambière                                |
| Kreuzung geradeaus unten (Strecke geradeaus außer Betrieb) | ~36,5                | LGV Sud Europe Atlantique                                | LGV Sud Europe Atlantique                             |
| Bahnhof (Strecke außer Betrieb) | 38,9                 | Scorbé-Clairvaux                                         | Scorbé-Clairvaux                                      |
| Bahnhof (Strecke außer Betrieb) | 47,8                 | Châtellerault-Châteauneuf                                | Châtellerault-Châteauneuf                             |
| |                      | Ende Endwidmung                                          |                                                       |
| Abzweig geradeaus und ehemals von rechts |                      | Gleisanschluss Waffenfabrik                              | Gleisanschluss Waffenfabrik                           |
| Bahnübergang | ~47,4                | D 725 (ehem. N 725)                                      | D 725 (ehem. N 725)                                   |
| Bahnübergang | ~48,2                | D 749 (ehem. N 749)                                      | D 749 (ehem. N 749)                                   |
| Brücke über Wasserlauf | ~49,2                | Vienne (120 m)                                           | Vienne (120 m)                                        |
| Brücke | ~49,5                | D 910 (ehem. N 10)                                       | D 910 (ehem. N 10)                                    |
| Abzweig geradeaus und von links | 49,9 302,2           | Bahnstrecke Paris–Bordeaux von Paris                     | Bahnstrecke Paris–Bordeaux von Paris                  |
| U-Bahn-Kopfbahnhof Streckenanfang · Bahnhof | 303,5                | Châtellerault                                            | 60 m                                                  |
| U-Bahn-Strecke · Abzweig geradeaus und ehemals nach links | 304,9                | Bahnstrecke Châtellerault–Launay nach Launay             | Bahnstrecke Châtellerault–Launay nach Launay          |
| U-Bahn-Strecke nach links (außer Betrieb) · Kreuzung geradeaus oben · U-Bahn-Strecke quer |                      | Bahnstrecke Châtellerault–Bouresse (VFEP n. Bouresse)    | Bahnstrecke Châtellerault–Bouresse (VFEP n. Bouresse) |
| |                      | Bahnstrecke Paris–Bordeaux nach Bordeaux                 |                                                       |

Die Bahnstrecke Loudun–Châtellerault ist eine 51 km lange, eingleisige Bahnstrecke in dem französischen Département Vienne, die heute größtenteils stillgelegt ist. Sie gehörte zu dem dichten Streckennetz, das die Chemins de fer de l’État und anschließend die SNCF verwaltete.

## Geschichte

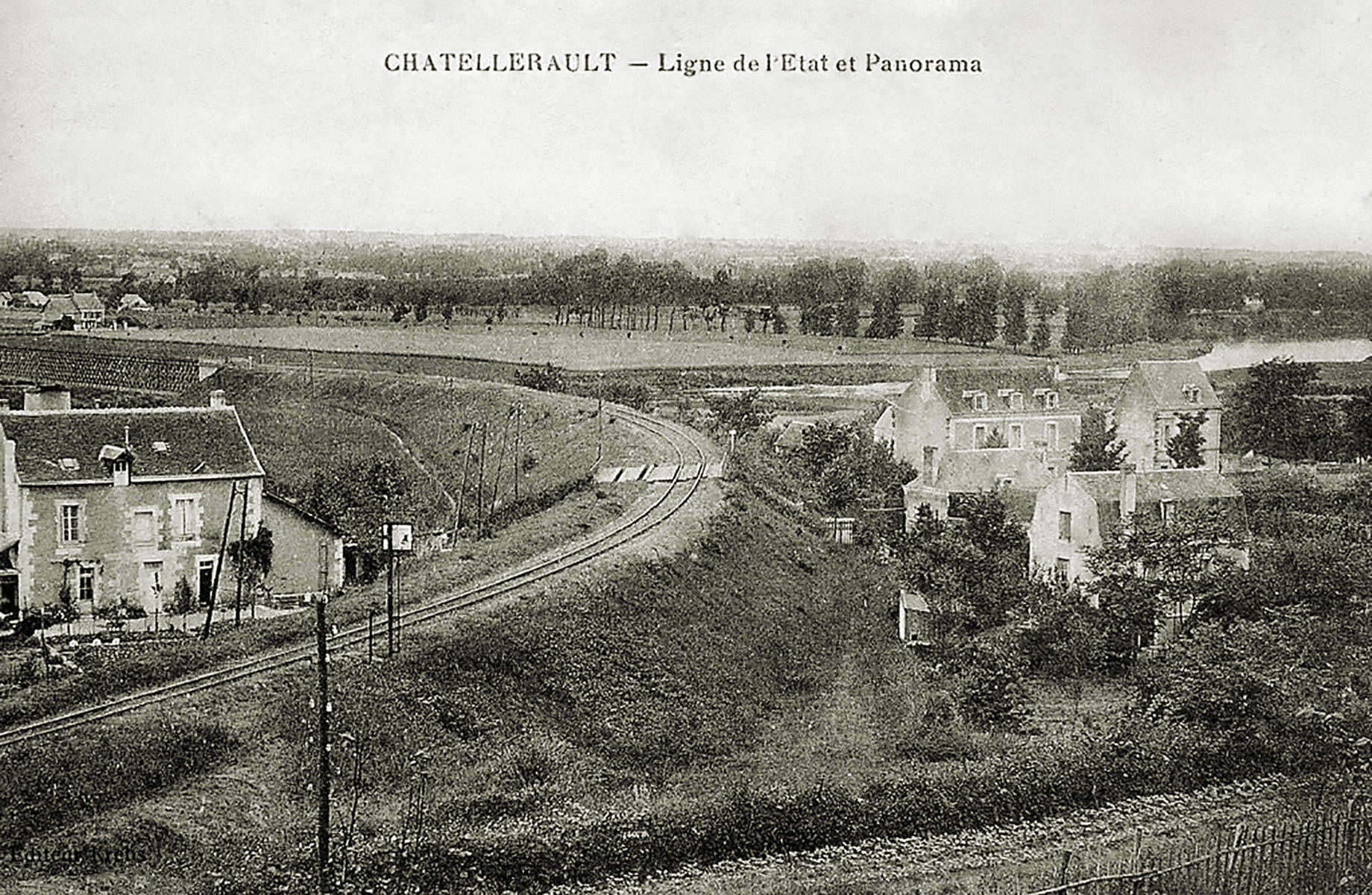
Ausfahrtskurve beim Bahnhof Châtellerault. Zweigleisiger Ausbau war vorgesehen. Vorn die Strecke von Paris.

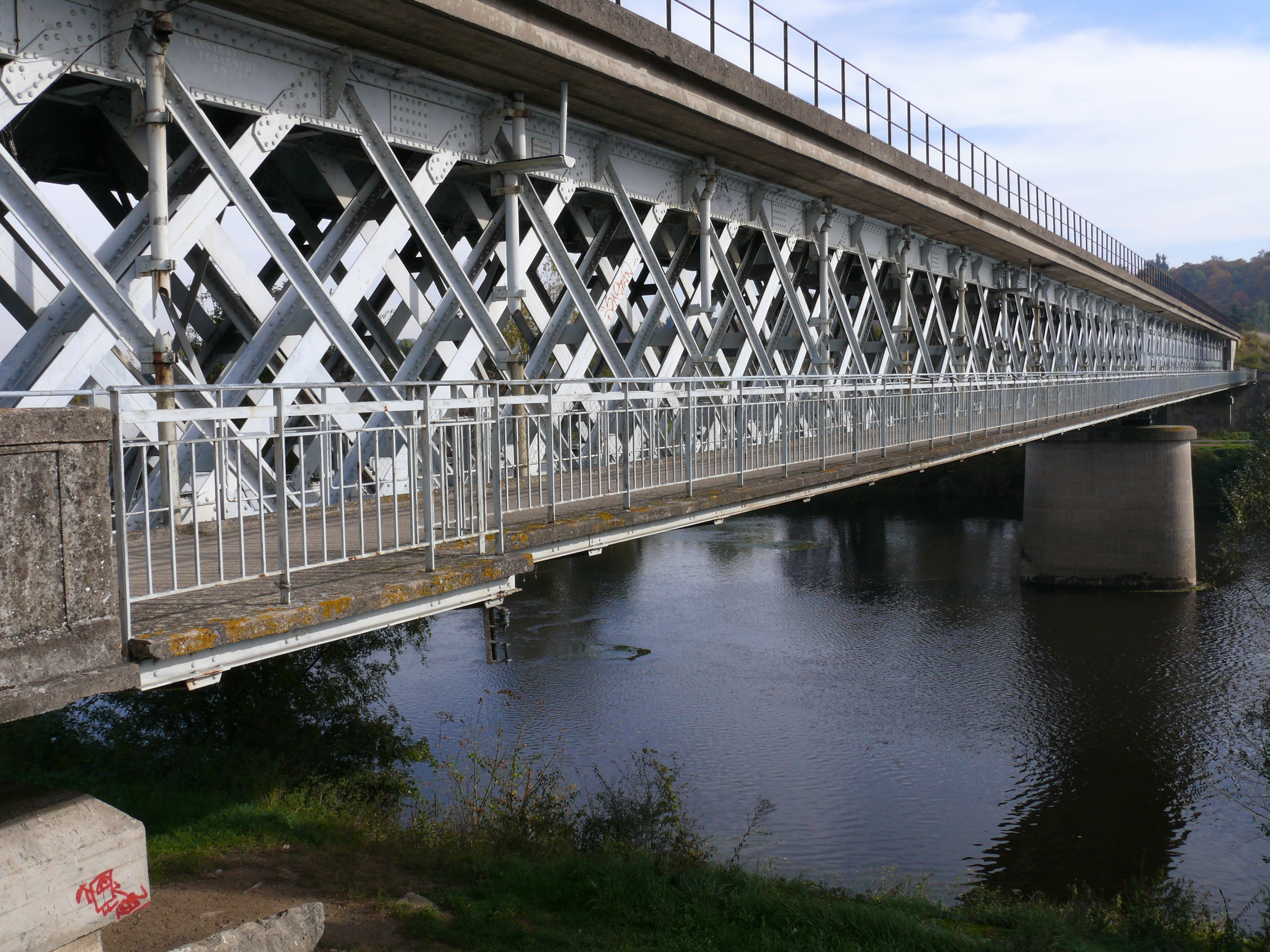
Brücke über die Vienne, Oktober 2009.

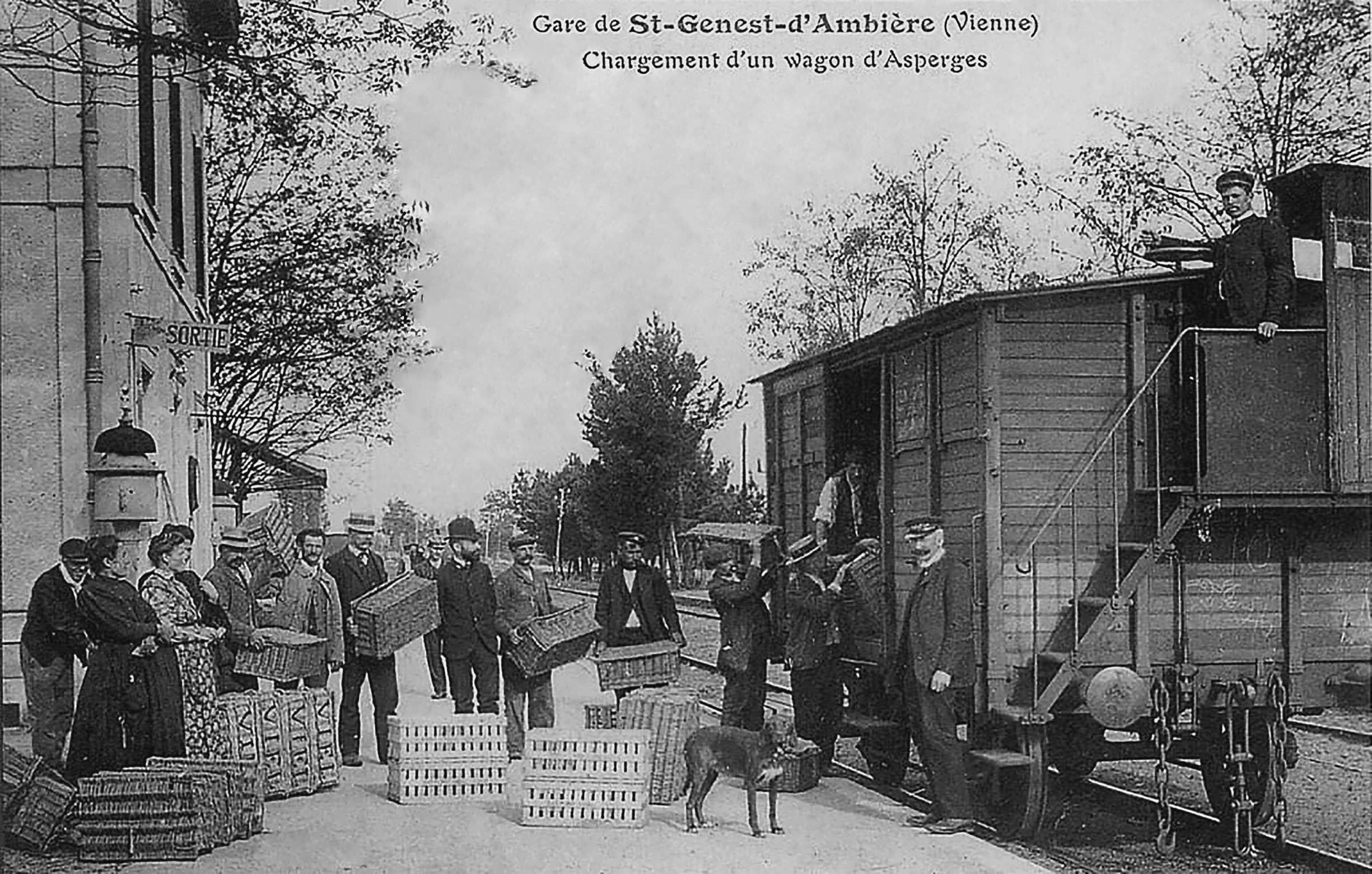
Bahnhof von St. Genest-d’Ambière, frühe 1900er Jahre.

Initiiert wurde diese Bahnstrecke durch den Plan Freycinet, der 1879 den Bau von 181 neuen Strecken bestimmte. Diese Verbindung wurde mit der laufenden Nummer 90 geführt und bereits am 19. September 1886 eingeweiht. Ausgangspunkt für den Bau war in Châtellerault der Anschluss an die Bahnstrecke Paris–Bordeaux. Châtellerault war auch wegen seines Standort als Waffenfabrikation von strategischer Bedeutung.
Der Personentransport endete am 15. Mai 1939, wurde während des Zweiten Weltkriegs zwischen Loudon und Châtellerault-Château wieder aufgenommen, war aber im Sommer 1946 endgültig beendet. Grund dafür war die Zerstörung der 120 Meter langen Brücke über die Vienne. Zwar wurde sie 1955 provisorisch wieder hergestellt, doch nur noch für den Gütertransport. Zwischen Lencloître und Châtellerault-Châteauneuf war am 26. September 1980 Betriebsende, zwischen Le Bouchet und Lencloître am 1. Juni 1987. Die verbliebenen knapp 10 km Strecke wurden bis 2010 im Gelegenheitsverkehr noch bedient, dann aber aufgrund schwerwiegender Beeinträchtigungen der Infrastruktur als „ohne Verkehr“ deklariert und nicht länger unterhalten. Der schon in den 1980er Jahren geschlossene Teil ist auf 39 km zu einem Radweg umgestaltet worden.